# Nilton dos Santos
Nilton dos Santos foi lateral esquerdo e meio campo do Bangu, de 1953 a 1965, sendo o segundo maior jogador que atuou com a camisa do clube, com 502 partidas, 274 vitórias, 121 empates e 107 derrotas.
Chegou a ser convocado para a Seleção Brasileira de 1956.

## Títulos pelo Bangu
- Torneio Quadrangular de Belém do Pará: 1962
- Torneio Quadrangular Internacional do Equador: 1962
- Torneio Quadrangular de Recife: 1961
- Torneio Triangular Internacional da Áustria: 1961
- International Soccer League: 1960
- Torneio Quadrangular Internacional da Costa Rica: 1959
- Torneio Triangular Internacional de Luxemburgo: 1958
- Torneio Quadrangular Internacional da Venezuela: 1958
- Torneio Triangular de Porto Alegre: 1957
- Torneio Quadrangular do Rio de Janeiro: 1957
- Torneio Triangular Internacional do Equador: 1957
- Torneio Início do Rio de Janeiro: 1955, 1964